# RUF・CTR2
RUF・CTR2 は、ドイツの自動車メーカーであるRUFオートモービルが1995年から1997年にかけてCTRの後継として製造したスポーツカー。
ポルシェの993型911をベースにしている。

## 歴史
RUF・オートモービル社は1987年に911 カレラ3.2をベースにしたCTRを発売して世間の注目を浴びた。CTRは30台のみ生産され、数年間に渡り量産車の世界最速の称号を保持していた。

超高性能モデルを同社に残したいと考えたオーナー、アロイス・ルーフ・ジュニアは、1995年にCTR2を発売した。

CTR2は当時最新の993型911ターボをベースにした限定生産モデルだ。

当初小売価格31万5千ドルで販売されたCTR2は、標準の後輪駆動もしくはオプションの全輪駆動、レカロ製レーシングシート、シンプソン製5点式ベルト、大型ブレーキ、一体型ロールケージ、RUF製コイルオーバーサスペンションシステム、一体型バイファンクションリアウィング、軽量ガラス付きケブラー製ボディが特徴をとしている。
レース由来の空冷式ポルシェ3.6リッターツインターボフラット6エンジンで、ポルシェ962ル・マングループCカーのエンジンをベースに、RUFが調整し、最高出力520hp(後に改良され580hpに)と最高トルク685Nmを生み出した。

### インテリア

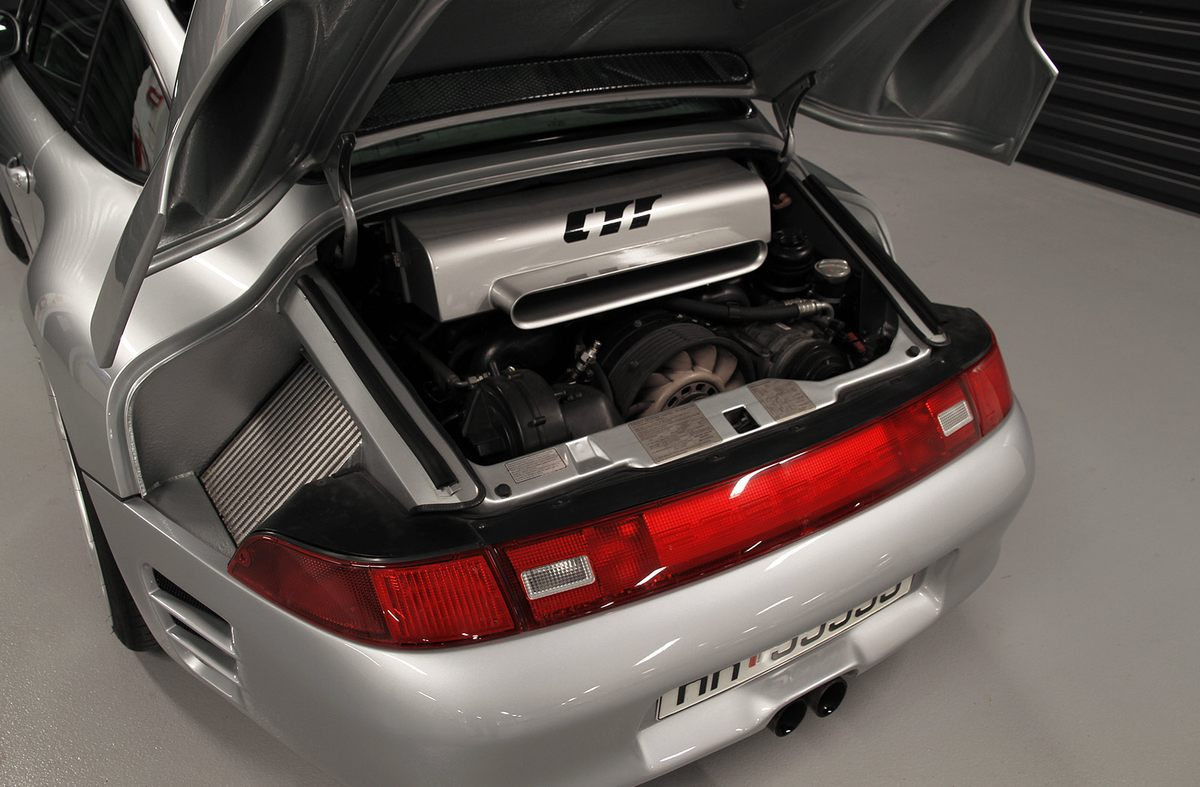
エンジンルーム
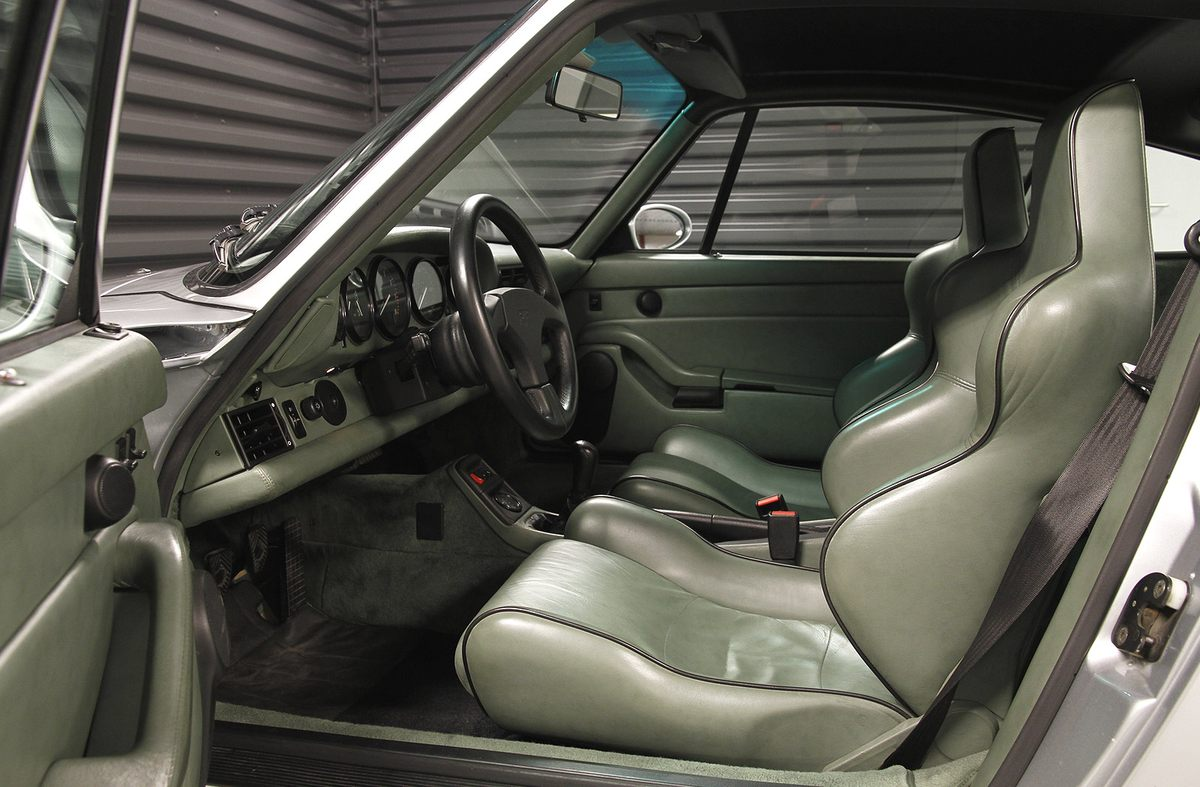
運転席/助手席
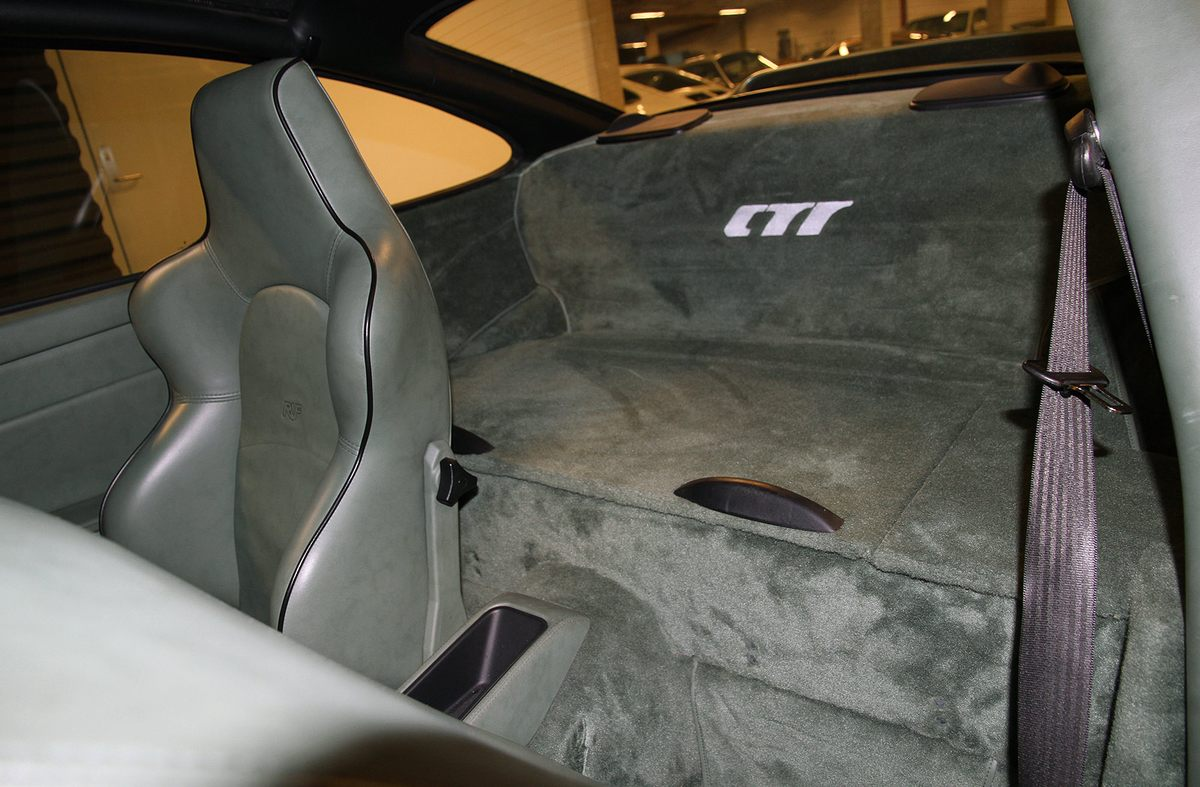
車内後部